# 森本行誓
森本 行誓（もりもと こうぜい、俗名・森本七郎兵衛貞治（もりもとしちろべえさだはる）、生年未詳 - 1619年3月3日（元和5年1月17日））は、安土桃山時代から江戸時代初期の河内国の人物。渋川郡久宝寺村（現・大阪府八尾市）の年寄（有力農民）。のち若江郡に移住し、八尾寺内町創生に携わり、現代の八尾市発展の基礎を築いた。

## 概要
もともと久宝寺村内で生まれ、当地の有力者だったが、当時の久宝寺寺内町は、織田信長に忠誠を示していた安井氏が久宝寺御坊顕証寺から町内の支配を任されており、町内の有力農民らは、かねてから安井氏の支配方針に反発していた。安井氏の町内の支配は 織豊政権→徳川政権に代わっても続いていた。
慶長年間（1596年～1614年）に本願寺が東西に分裂すると、顕証寺は西本願寺に属したが、同じく久宝寺寺内町にあった慈願寺は東本願寺に属した。
慶長11年（1606年）11月に、七郎兵衛ら有力農民は奉行衆へ安井氏の行為が正当でないと訴え出た。
しかし、安井氏はこの訴えに対して徳川家康に反訴し、結果、七郎兵衛らの訴えは却下される。訴えに関与した七郎兵衛ら17人衆および彼らに与した慈願寺は久宝寺を退去させられることとなったが、徳川家康は東本願寺派の教如に八尾庄の四町四方の地を与え、17人衆および慈願寺は慶長11年（1606年）にこの地に移住・荒れ地を開墾して八尾御坊大信寺を中心とした寺内町・在郷町の整備を主導した。

## 旧跡
八尾寺内町移住後の七郎兵衛の住居は、寺内町東門（現在の本町1丁目交差点付近）に近い場所にあり、現在の八尾市本町二丁目の大阪シティ信用金庫八尾営業部（旧大阪東信用金庫本店、旧八光信用金庫本店）の場所に当たる。平成18年12月に店舗正面壁ぎわに「八尾寺内町顕彰碑」が建てられた。顕彰碑には、「森本七郎兵衛旧宅跡」と記されている。
墓所は八尾寺内町の北外れにある常光寺にある。境内の西北に高さ221センチの宝筐印塔があり、百五十回忌の時に当時の子孫により寄進されたものである。正面に「森本行誓居士」、横に俗名『森本七郎右衛門貞治　河州渋川郡久宝寺村産住　慶長十一年丙午十二月同州若江郡八尾寺内村開発移住　元和五年己末正月十七日歿』と記されている。
八尾天満宮の境内には行誓の六代の孫である房吉が寄進した灯籠がある。